# Ataque à escola do exército em Peshawar
Ataque à escola do exército em Peshawar foi uma ação terrorista ocorrida na escola pública do exército em Peshawar, Khyber Pakhtunkhwa, no Paquistão, perpetrada por comandos talibãs da organização Tehrik-i-Taliban Pakistan – TTP (Movimento dos Talibãs do Paquistão), principal grupo islamita do país, que resultou na morte de 141 alunos, filhos de militares paquistaneses, professores e funcionários da escola. Foi levado a cabo por sete homens, mortos pelas forças de segurança ao final da ação e planejado por Umar Mansoor, líder da TTP na região de Peshawar e da vizinha Darra Adam Khel, em comunicado da organização em seu site na Internet.
O ataque ocorreu por volta das 10h00 de 16 de dezembro de 2014, quando os homens armados, vestidos com uniformes da polícia de fronteira, invadiram o colégio, localizado numa região de moradias da classe média alta da cidade, atirando indiscriminadamente em todos que se encontravam em seu interior. O ataque foi feito a partir de um cemitério ao lado da escola, por onde os talibãs pularam um muro invadindo o estabelecimento militar. Antes de invadirem o local, os atacantes colocaram fogo no veículo que os transportou e começaram a atirar em todos que se encontravam dentro do auditório central, entre eles várias crianças entre 12–14 anos que aprendiam cursos de primeiros-socorros.
Os sete homens foram mortos após a polícia invadir o estabelecimento. O primeiro-ministro do Paquistão, Nawaz Sharif, declarou três dias de luto nacional por aquela que é considerada a maior tragédia nacional do país desde 2007, quando do atentado em Karachi contra a ex-primeira-ministra Benazir Bhutto, que deixou 139 mortos. Um porta-voz do talibã, Mohammad Omar Khorasan, declarou que o ataque foi uma vingança contra o massacre feito na Operação Zarb-e-Azb pelo exército paquistanês contra grupos de militantes da Al-Qaeda e outros movimentos radicais muçulmanos no norte do Waziristão, região de fronteira entre o Afeganistão e o Paquistão, em junho de 2014.
Entre outros, o ataque foi condenado pelo Secretário-geral das Nações Unidas Ban Ki-moon, pela Organização para a Cooperação Islâmica, pelo presidente dos Estados Unidos Barack Obama, pela Nobel da Paz paquistanesa Malala Yousafzai e dezenas de chefes de estado ao redor do mundo. O ataque ocorreu no mesmo dia em que na Austrália um simpatizante do Estado Islâmico manteve como reféns 17 australianos numa cafeteria de Sydney, que acabou em sua morte e a de dois reféns.
Após o atentado, o governo do Paquistão decidiu reativar a pena de morte para casos de terrorismo, em moratória no país desde 2008.